# Беэр-Шева
Беэ́р-Шева́, Беэ́р-Ше́ва, Беершеба (ивр. בְּאֵר שֶׁבַע‎, «колодец клятвы»; араб. بئر السبع‎ «Бир-эс-Саба»; тур. Birüssebi; библ. Вирсавия) — город на юге Израиля.
Беэр-Шева расположена в Северном Негеве, в 108 км от Иерусалима, в 109 км от Тель-Авива и в 232 км от Эйлата. Климат семиаридный. Через город протекает несколько пересыхающих рек, наполняющихся во время зимних дождей.
Население города — 220 000 человек (2020). Около четверти жителей составляют репатрианты из СНГ.
Библейская Вирсавия (Тель-Беэр-Шева) расположена северо-западнее современного города; в 2005 году получила статус объекта Всемирного наследия ЮНЕСКО. Она была разрушена в VIII веке до нашей эры. Современная Беэр-Шева была основана османами в 1900 году, в Первую мировую войну в 1917 году у города произошло крупное сражение, позволившее Британии овладеть Палестиной.
С 1948 года Беэр-Шева находится на территории Государства Израиль, она является административным центром Южного округа. Здесь расположен ряд учебных заведений, в том числе Университет Бен-Гуриона, больница «Сорока» (вторая по величине в Израиле), окружной суд, городской театр, региональные отделения различных правительственных служб. Город также является крупным культурным и промышленным центром. Через Беэр-Шеву проходит железная дорога, а также все крупные автодороги из Негева в центр страны.

## Этимология
Точное происхождение названия «Беэр-Шева» неизвестно. Слово «беэр» (ивр. בְּאֵר‎, араб. بئر‎) означает «колодец». Согласно Библии, в Беэр-Шеве (Вирсавии) Авраам вырыл колодец и заключил союз с Авимелехом, царём Герара, принеся при этом в жертву — в знак клятвы верности — семерых овец. В Библии указывается: «Потому и назвал он сие место: Вирсавия, ибо тут оба они клялись» (на иврите слово «шева» (ивр. שֶׁבַע‎) можно трактовать и как «семь» и как форму слова «клятва» (ивр. שבועה‎)). Следовательно, название можно понимать как «колодец клятвы» или «колодец семи [овец]».
Позже Исаак тоже заключил союз с Авимелехом, после чего опять указывается, что он назвал эту местность «Беэр-Шева»: «В тот же день пришли рабы Исааковы и известили его о колодезе, который копали они, и сказали ему: мы нашли воду. И он назвал его: Шива. Посему имя городу тому Беэршива [Вирсавия] до сего дня».
Среди толкователей Библии некоторые придерживались мнения, что название происходит от семи выкопанных колодцев.
На основе этих двух описаний и археологических находок некоторые учёные считают, что в древности существовало ханаанское поселение Шива (семитские народы придавали особое ритуальное значение числу семь), рядом с которым, у колодца в низине, затем возникло ещё одно, получившее название «Беэр-Шева», то есть «Колодец у Шива». Со временем, вероятно, оба поселения объединились. В книге Иисуса Навина они упоминаются как разные населённые пункты: «В уделе их были: Вирсавия или Шева, Молада»Нав. 19:2, в оригинале «וַיְהִי לָהֶם בְּנַחֲלָתָם בְּאֵר שֶׁבַע וְשֶׁבַע וּמוֹלָדָה» («Вирсавия и Шева»).
Название «Вирсавия» является славянизированной формой греческого варианта названия.
На Мадабской карте город назван Βηροσσαβα.
Турки, основав в 1900 году новый город, назвали его Birüssebi по созвучию с арабским названием местности.

## Беэр-Шева в Библии
Беэр-Шева (Вирсавия) неоднократно упоминается в Библии. В Книге Бытия, в частности, описывается следующий эпизод, связанный с «колодцем клятвы», выкопанным Авраамом:

22 И было в то время, Авимелех … сказал Аврааму: с тобою Бог во всем, что ты ни делаешь; 23 и теперь поклянись мне здесь Богом, что ты не обидишь ни меня, ни сына моего, ни внука моего; и как я хорошо поступал с тобою, так и ты будешь поступать со мною и землею, в которой ты гостишь. 24 И сказал Авраам: я клянусь. … 27 И взял Авраам мелкого и крупного скота и дал Авимелеху, и они оба заключили союз. 28 И поставил Авраам семь агниц из стада мелкого скота особо. 29 Авимелех же сказал Аврааму: на что здесь сии семь агниц [из стада овец], которых ты поставил особо? 30 [Авраам] сказал: семь агниц сих возьми от руки моей, чтобы они были мне свидетельством, что я выкопал этот колодезь. 31 Потому и назвал он сие место: Вирсавия, ибо тут оба они клялись 32 и заключили союз в Вирсавии. … 33 И насадил [Авраам] при Вирсавии рощу и призвал там имя Господа, Бога вечного.
Оригинальный текст (др.-евр.)‏וַיְהִי בָּעֵת הַהִוא, וַיֹּאמֶר אֲבִימֶלֶךְ, וּפִיכֹל שַׂר־צְבָאוֹ, אֶל־אַבְרָהָם לֵאמֹר; אֱלֹהִים עִמְּךָ, בְּכֹל אֲשֶׁר־אַתָּה עֹשֶׂה׃ וְעַתָּה, הִשָּׁבְעָה לִּי בֵאלֹהִים הֵנָּה, אִם־תִּשְׁקֹר לִי, וּלְנִינִי וּלְנֶכְדִּי; כַּחֶסֶד אֲשֶׁר־עָשִׂיתִי עִמְּךָ תַּעֲשֶׂה עִמָּדִי, וְעִם־הָאָרֶץ אֲשֶׁר־גַּרְתָּה בָּהּ׃ וַיֹּאמֶר אַבְרָהָם, אָנֹכִי אִשָּׁבֵעַ׃ וְהוֹכִחַ אַבְרָהָם אֶת־אֲבִימֶלֶךְ; עַל־אֹדוֹת בְּאֵר הַמַּיִם, אֲשֶׁר גָּזְלוּ עַבְדֵי אֲבִימֶלֶךְ׃ וַיֹּאמֶר אֲבִימֶלֶךְ, לֹא יָדַעְתִּי, מִי עָשָׂה אֶת־הַדָּבָר הַזֶּה; וְגַם־אַתָּה לֹא־הִגַּדְתָּ לִּי, וְגַם אָנֹכִי לֹא שָׁמַעְתִּי בִּלְתִּי הַיּוֹם׃ וַיִּקַּח אַבְרָהָם צֹאן וּבָקָר, וַיִּתֵּן לַאֲבִימֶלֶךְ; וַיִּכְרְתוּ שְׁנֵיהֶם בְּרִית׃ וַיַּצֵּב אַבְרָהָם, אֶת־שֶׁבַע כִּבְשֹׂת הַצֹּאן לְבַדְּהֶן׃ וַיֹּאמֶר אֲבִימֶלֶךְ אֶל־אַבְרָהָם; מָה הֵנָּה, שֶׁבַע כְּבָשֹׂת הָאֵלֶּה, אֲשֶׁר הִצַּבְתָּ לְבַדָּנָה׃ וַיֹּאמֶר כִּי אֶת־שֶׁבַע כְּבָשֹׂת, תִּקַּח מִיָּדִי; בַּעֲבוּר תִּהְיֶה־לִּי לְעֵדָה, כִּי חָפַרְתִּי אֶת־הַבְּאֵר הַזֹּאת׃ עַל־כֵּן, קָרָא לַמָּקוֹם הַהוּא בְּאֵר שָׁבַע; כִּי שָׁם נִשְׁבְּעוּ שְׁנֵיהֶם׃ וַיִּכְרְתוּ בְרִית בִּבְאֵר שָׁבַע; וַיָּקָם אֲבִימֶלֶךְ, וּפִיכֹל שַׂר־צְבָאוֹ, וַיָּשֻׁבוּ אֶל־אֶרֶץ פְּלִשְׁתִּים׃ וַיִּטַּע אֶשֶׁל בִּבְאֵר שָׁבַע; וַיִּקְרָא־שָׁם, בְּשֵׁם יְהוָה אֵל עוֹלָם׃‬‏‎
— Быт. 21:22—33
Позже Исаак нашёл колодец, который был вырыт его отцом, и вновь заключил союз с Авимелехом:

17 И Исаак удалился оттуда, и расположился шатрами в долине Герарской, и поселился там. 18 И вновь выкопал Исаак колодези воды, которые выкопаны были во дни Авраама, отца его, и которые завалили Филистимляне по смерти Авраама [отца его]; и назвал их теми же именами, которыми назвал их [Авраам,] отец его.
…
23 Оттуда перешел он в Вирсавию. 24 И в ту ночь явился ему Господь … 25 И он устроил там жертвенник и призвал имя Господа. И раскинул там шатер свой, и выкопали там рабы Исааковы колодезь, [в долине Герарской]. 26 Пришел к нему из Герара Авимелех … 27 Исаак сказал им: для чего вы пришли ко мне…? 28 Они сказали: мы ясно увидели, что Господь с тобою, и потому мы сказали: поставим между нами и тобою клятву и заключим с тобою союз, 29 чтобы ты не делал нам зла, как и мы не коснулись до тебя, а делали тебе одно доброе и отпустили тебя с миром; теперь ты благословен Господом. 30 Он сделал им пиршество, и они ели и пили. 31 И встав рано утром, поклялись друг другу; и отпустил их Исаак, и они пошли от него с миром. 32 В тот же день пришли рабы Исааковы и известили его о колодезе, который копали они, и сказали ему: мы нашли воду. 33 И он назвал его: Шива. Посему имя городу тому Беэршива [Вирсавия] до сего дня.
Оригинальный текст (др.-евр.)‏וַיֵּלֶךְ מִשָּׁם יִצְחָק; וַיִּחַן בְּנַחַל־גְּרָר וַיֵּשֶׁב שָׁם׃ וַיָּשָׁב יִצְחָק וַיַּחְפֹּר אֶת־בְּאֵרֹת הַמַּיִם, אֲשֶׁר חָפְרוּ בִּימֵי אַבְרָהָם אָבִיו, וַיְסַתְּמוּם פְּלִשְׁתִּים, אַחֲרֵי מוֹת אַבְרָהָם; וַיִּקְרָא לָהֶן שֵׁמוֹת, כַּשֵּׁמֹת אֲשֶׁר־קָרָא לָהֶן אָבִיו׃ […] וַיַּעַל מִשָּׁם בְּאֵר שָׁבַע׃ וַיֵּרָא אֵלָיו יְהוָה בַּלַּיְלָה הַהוּא, וַיֹּאמֶר אָנֹכִי אֱלֹהֵי אַבְרָהָם אָבִיךָ; אַל־תִּירָא כִּי־אִתְּךָ אָנֹכִי, וּבֵרַכְתִּיךָ וְהִרְבֵּיתִי אֶת־זַרְעֲךָ, בַּעֲבוּר אַבְרָהָם עַבְדִּי׃ וַיִּבֶן שָׁם מִזְבֵּחַ, וַיִּקְרָא בְּשֵׁם יְהוָה, וַיֶּט־שָׁם אָהֳלוֹ; וַיִּכְרוּ־שָׁם עַבְדֵי־יִצְחָק בְּאֵר׃ וַאֲבִימֶלֶךְ הָלַךְ אֵלָיו מִגְּרָר; וַאֲחֻזַּת מֵרֵעֵהוּ, וּפִיכֹל שַׂר־צְבָאוֹ׃ וַיֹּאמֶר אֲלֵהֶם יִצְחָק, מַדּוּעַ בָּאתֶם אֵלָי; וְאַתֶּם שְׂנֵאתֶם אֹתִי, וַתְּשַׁלְּחוּנִי מֵאִתְּכֶם׃ וַיֹּאמְרוּ, רָאוֹ רָאִינוּ כִּי־הָיָה יְהוָה עִמָּךְ, וַנֹּאמֶר, תְּהִי נָא אָלָה בֵּינוֹתֵינוּ בֵּינֵינוּ וּבֵינֶךָ; וְנִכְרְתָה בְרִית עִמָּךְ׃ אִם־תַּעֲשֵׂה עִמָּנוּ רָעָה, כַּאֲשֶׁר לֹא נְגַעֲנוּךָ, וְכַאֲשֶׁר עָשִׂינוּ עִמְּךָ רַק־טוֹב, וַנְּשַׁלֵּחֲךָ בְּשָׁלוֹם; אַתָּה עַתָּה בְּרוּךְ יְהוָה׃ וַיַּעַשׂ לָהֶם מִשְׁתֶּה, וַיֹּאכְלוּ וַיִּשְׁתּוּ׃ וַיַּשְׁכִּימוּ בַבֹּקֶר, וַיִּשָּׁבְעוּ אִישׁ לְאָחִיו; וַיְשַׁלְּחֵם יִצְחָק, וַיֵּלְכוּ מֵאִתּוֹ בְּשָׁלוֹם׃ וַיְהִי בַּיּוֹם הַהוּא, וַיָּבֹאוּ עַבְדֵי יִצְחָק, וַיַּגִּדוּ לוֹ, עַל־אֹדוֹת הַבְּאֵר אֲשֶׁר חָפָרוּ; וַיֹּאמְרוּ לוֹ מָצָאנוּ מָיִם׃ וַיִּקְרָא אֹתָהּ שִׁבְעָה; עַל־כֵּן שֵׁם־הָעִיר בְּאֵר שֶׁבַע, עַד הַיּוֹם הַזֶּה׃ ס‬‏‎
— Быт. 26:1718, 23—33
Из Вирсавии сын Исаака, Иаков, отправился в Египет (Быт. 46:5).
При разделе земли Вирсавия досталась Симеонову колену (Нав. 19:2).
После этого Вирсавия многократно упоминается как южная граница заселённых земель в выражении «от Дана до Вирсавии»:

И вышли все сыны Израилевы, и собралось все общество, как один человек, от Дана до Вирсавии, и земля Галаадская пред Господа в Массифу.
Оригинальный текст (др.-евр.)‏וַיֵּצְאוּ כָּל־בְּנֵי יִשְׂרָאֵל, וַתִּקָּהֵל הָעֵדָה כְּאִישׁ אֶחָד, לְמִדָּן וְעַד־בְּאֵר שֶׁבַע, וְאֶרֶץ הַגִּלְעָד; אֶל־יְהוָה הַמִּצְפָּה׃‬‏‎
— Суд. 20:1
Сыновья пророка Самуила Иоиль и Авия были судьями в Вирсавии1Цар. 8:2.
В 2Цар. 3:10, 2Цар. 24:2 город указывается как граница царства Давида, а позже — и Соломона (3Цар. 5:5).
В 3Цар. 19:3 пророк Илия (на илл.), убегая от гнева Иезавель, оставляет своего слугу в Вирсавии и удаляется в пустыню, начинающуюся за городом.
Родом из Вирсавии была мать царя Иоаса Цивья4Цар. 12:1.

## История

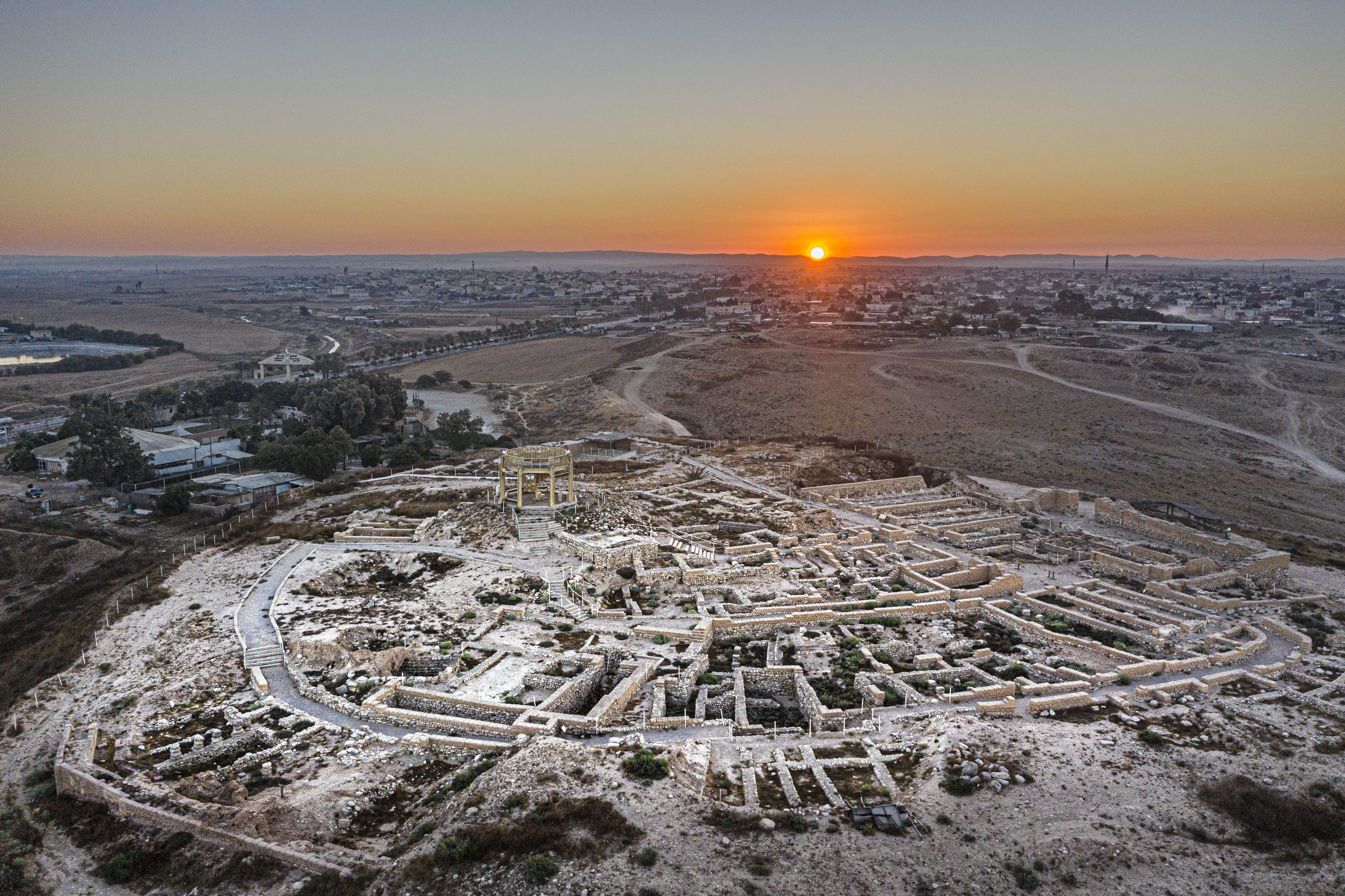
Тель-Беэр-Шева в наши дни

Судя по археологическим находкам, люди селились в данной местности уже в период халколита (4—3 тысячелетия до н. э.), эти находки относят к т. н. беэр-шевской культуре, от которой сохранилось 7 стоянок, чьи жители занимались сельским хозяйством и ремёслами. В этих поселениях плавили металл, изготавливали предметы из камня и кости, в том числе слоновой; находки указывают на связи с северным Ханааном и Египтом. При раскопках были найдены уникальные статуэтки из слоновой кости. Культура медного века исчезла в Беэр-Шеве около 3150 года до н. э. В бронзовом веке, в течение около 2000 лет, этот район был полностью заброшен.
Первое упоминание о городе содержится в Библии (подробнее см. выше), где она упоминается в качестве самого южного города колена Иуды и всего Ханаана. В тот период в Негеве существовали в основном большие неукреплённые поселения, и Беэр-Шева была значительным центром активности в регионе. Библейская Беэр-Шева расположена восточнее современной, в Тель-Беэр-Шева. Первые культурные слои относятся к XII веку до н. э., когда были возведены простейшие каменные строения. В первой четверти X века до н. э., что соответствует началу царствования Давида по библейской хронологии, на холме возвели укреплённый город. С этого момента Беэр-Шева являлась большим городом, административным и религиозным центром Негева. Скорее всего, город сильно пострадал при экспедиции в Ханаан фараона Шешонка, после чего был отстроен вновь. Город был превосходно спланирован для того времени: он был возведён на вершине холма, имел мощные укрепления и сложную систему водоснабжения. Археологические находки в Тель-Беэр-Шева дали историкам богатую информацию. Окончательно город был разрушен во время похода ассирийского царя Синаххериба в 701 году до н. э.
При персах и в эллинистическую эру в Беэр-Шеве существовали только маленький сторожевой пост и храм.
В римский и византийский периоды город стоял на месте нынешнего «старого города» (турецкая Беэр-Шева), о чём свидетельствуют археологические находки. С римских времён осталось очень мало свидетельств, город начал развиваться при Веспасиане, начавшем строительство укреплённого барьера — лимеса (Беэр-Шева стала его частью). При иллирийских императорах город достиг вершины своего развития: регион стал безопасным, торговля процветала, здесь был центр епархии.

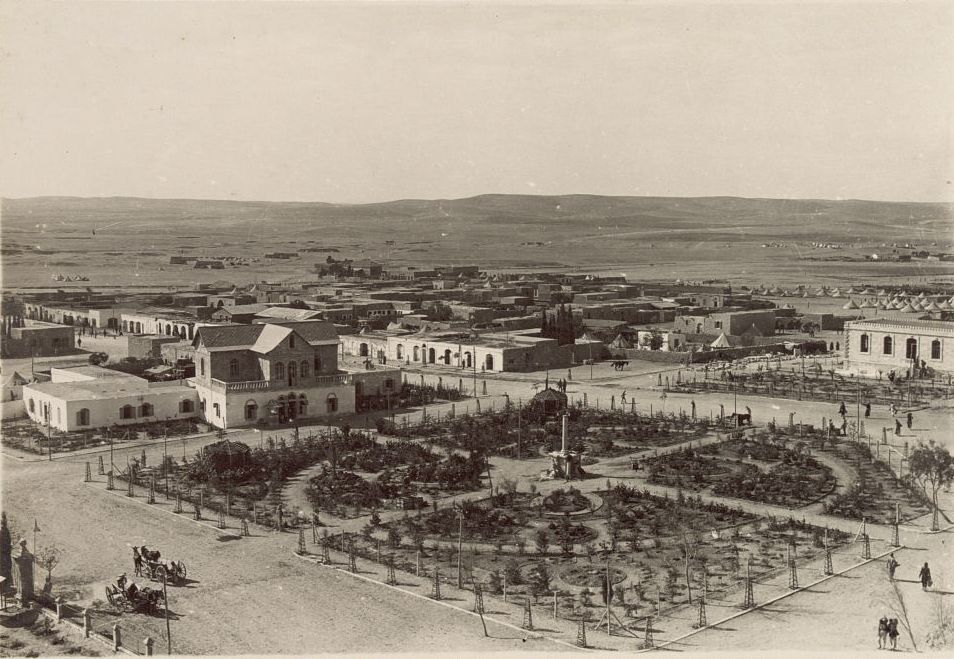
Беэр-Шева в османский период, снимок с минарета

После арабского вторжения (632) Беэр-Шева исчезла с карты до основания турками современного города в 1900 году. Турецкий город планировался как административный центр для контроля за племенами бедуинов, слабо подчинявшихся османским властям. Город был основан на стыке территорий трёх наиболее крупных племён, там же имелись множество колодцев и удобная переправа. Власти приобрели у бедуинов земли и стали продавать их желающим там поселиться. Первым построенным зданием была Сарайя (мэрия), построенная вторым наместником, Мухаммадом Джар-Аллой. В 1903 году в городе было 38 домов, а население составляло 300 человек. Позже были построены многие общественные здания: мечеть, дом наместника, станция и железная дорога в Иерусалим и Дамаск.
Первая мировая война дала толчок развитию города, который служил для турок южной военной базой для войны с британцами, опорные позиции которых располагались в Египте. Для этой цели были построены укрепления, дороги — обычные и железные, население города выросло ещё больше.
Беэр-Шева являлась восточным опорным пунктом в южной линии обороны, начинавшейся в Газе; она контролировала дороги, и в ней было много колодцев.
После английских неудач на этом фронте в 1917 году командующим Египетским экспедиционным корпусом был назначен генерал Алленби, под командованием которого город был захвачен 31 октября 1917 года. Вслед за этим пал южный фронт турецких сил, а потом — и вся Палестина.
При английском правлении развитие города почти остановилось, но Беэр-Шева всё же продолжала играть роль торгового центра — каждую среду проходил базар, на который приезжали торговцы не только из окрестностей города, но даже из Египта, Саудии и Ирака. В 1937 году был опубликован план развития города, в котором была предусмотрена большая часть для жилого сектора и выделен участок на востоке для промышленности. Англичане устроили в городе военное кладбище, построили школы и полицейскую станцию (тегарт). После ликвидации железной дороги были отремонтированы и заасфальтированы грунтовые дороги, ведущие в Беэр-Шеву.
Как и предыдущая война, Вторая мировая дала городу стимул к развитию — снова появились военные базы, а жители стали подрядчиками, строителями и поставщиками британской армии. Заводы и магазины тоже процветали, возросший спрос привёл к росту доходов горожан и окрестных крестьян. Население города выросло с 2356 человек в 1922 году до 6490 в 1946 году.
По решению ООН о разделе британской подмандатной территории на еврейское и арабское государства Беэр-Шева отходила арабскому государству. В начале войны за независимость Израиля в ней базировались нерегулярные арабские подразделения. В мае 1948 года в город вошли египтяне, а 21 октября Беэр-Шева была взята израильской армией.

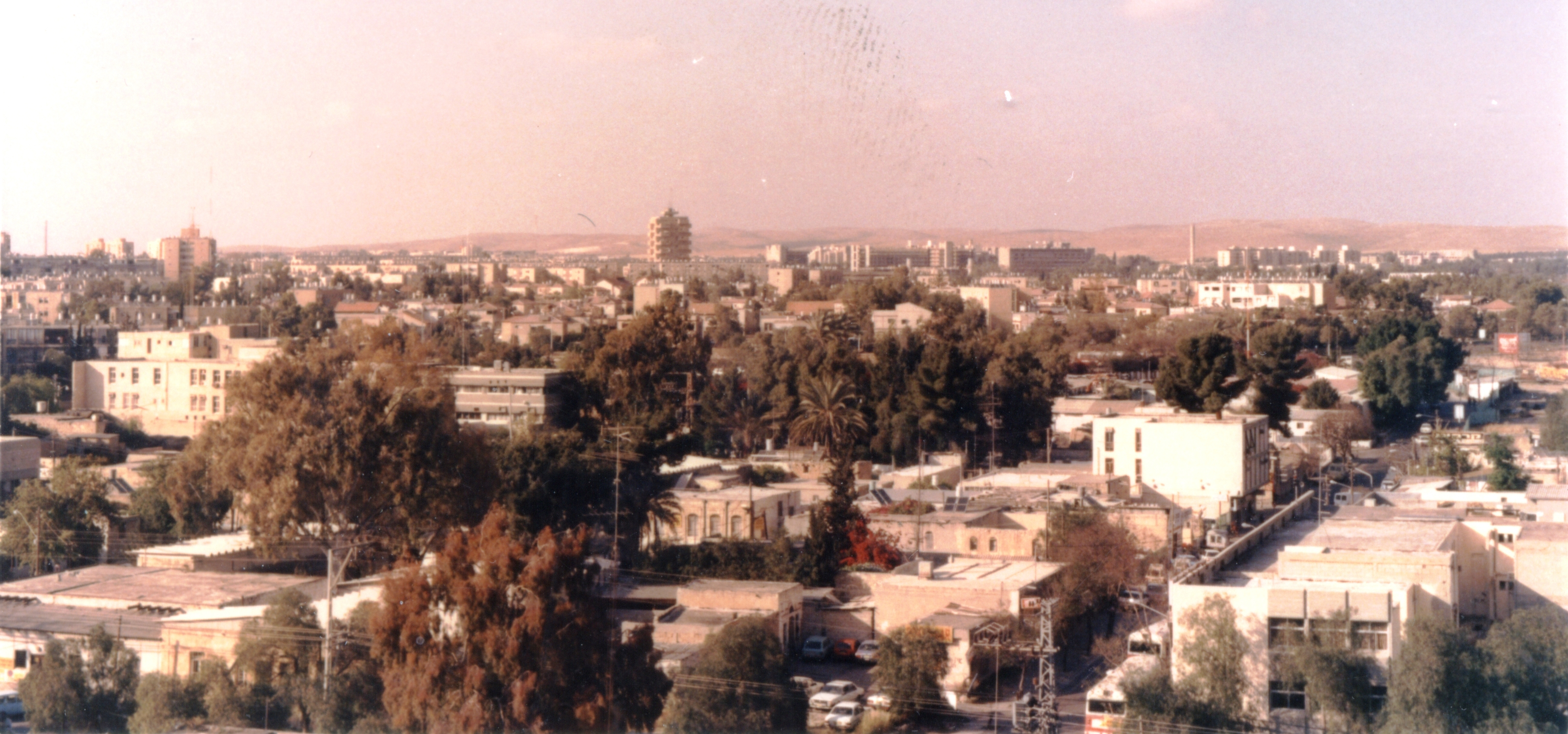
Беэр-Шева в середине 1980-х годов

После войны в городе селили демобилизованных солдат; в феврале 1950 года был учреждён муниципалитет, и в Беэр-Шеву стали направлять репатриантов. В первые десятилетия существования государства город стремительно рос — с 8300 человек в 1950 году до 20 500 в 1955 году и 65 200 в 1965 году. В 1970-е годы рост населения затормозился и даже наблюдался отрицательный баланс, но в 1990-е годы, во время Большой алии, развитие возобновилось. Всего в городе поселилось около 51 000 новых репатриантов.
В 1959 была открыта больница «Сорока». В 1965 году принял первых студентов «Институт высшего образования», в 1970 году официально превратившийся в Негевский университет, с 1974 года — Негевский университет имени Бен-Гуриона.
Город меньше пострадал от терроризма, чем многие центральные города Израиля
. Во время Интифады Аль-Аксы в городе произошёл крупный теракт: в результате подрыва двух автобусов террористами-смертниками ХАМАС погибло 16 человек и было ранено 100. Это был первый теракт такого рода в Беэр-Шеве.
Во время операции «Литой свинец» город пострадал от ракет, занятия в школах были временно прекращены. В 2011 году, при обострении ситуации на южной границе, ракетные обстрелы привели к гибели одного и ранению нескольких жителей. После долгого перерыва, на фоне эскалации напряжения на границе с сектором Газа, город был вновь обстрелян в 2018 году. 17 октября ракета разрушила частный дом, жертв удалось избежать.
В 2019 году в парке «Нахаль Беэр-Шева» был официально открыт крупнейший в Израиле искусственный водоём. Его площадь составялет 90 дунамов (22,5 акра) и он является вторым по размеру водоёмом страны после Тивериадского озера. Бюджет проекта составил около 100 миллионов шекелей. Озеро заполняется очищенными сточными водами. Рядом возведут новый район на 4500 квартир.
В июне 2025 года город пострадал от ракетных обстрелов из Ирана; в том числе, большой ущерб был нанесён больнице «Сорока».

## Физико-географическая характеристика

### Географическое положение
Беэр-Шева — второй (после Иерусалима) по муниципальной площади город Израиля, его площадь составляет 117,5 км². Беэр-Шевская низменность (ивр. בקעת באר שבע‎) расположена на северном краю пустыни Негев, у подножья Иудейских гор; средняя высота — 280 метров над уровнем моря; уклон составляет около 0,8 % в сторону Средиземного моря. Город лежит в центре впадины, в 109 км от Тель-Авива, 108 км от Иерусалима и в 232 км от Эйлата (по дорогам). Через город проходят дороги, соединяющие центр страны с Эйлатом. Северная часть города построена на холмах, представляющих собой южную оконечность Шефелы (холмистой полосы, тянущейся между прибрежной равниной и Иудейскими горами).
В настоящее время город делится на следующие районы: «Алеф», «Бэт», «Гимель», «Далет», «Хей», «Вав», «Тэт», «Юд алеф», «Рамот», «Неве Менахем» («Нахаль Ашан»), «Нахаль Бека», «Неот Лон», «Неве Ной», «Неве Зеэв», «Даром», «ха-Ир ха-Атика» («старый город»). Первые восемь названы по буквам еврейского алфавита. На 2020 год в процессе планировки или строительства находятся районы «Сигалийот», «Кирьят ганим», «Парк Нахаль Беэр-Шева», «Каланийот», «Ракафот».
Беэр-Шева служит центром для ряда пригородных посёлков (таких как Омер, Лехавим, Мейтар), киббуцев и бедуинских поселений.

### Климат
Климат Беэр-Шевы семиаридный, хотя есть и признаки средиземноморского. Лето жаркое и сухое, дожди выпадают в основном зимой, годичная норма осадков 150—300 мм. Средняя влажность воздуха составляет 58 %; ночью распространены туманы, часто выпадает роса. Сильные ветры, равнинный рельеф, тип почвы и малочисленность осадков приводят к песчаным бурям. Снег очень редок, последний раз выпадал в 2000 и 2015 годах. Благодаря озеленению, в самом городе температуры могут быть на 2—3 градуса ниже, чем в его окрестностях.
| Показатель                    | Янв. | Фев. | Март | Апр. | Май  | Июнь | Июль | Авг. | Сен. | Окт. | Нояб. | Дек. | Год   |
| ----------------------------- | ---- | ---- | ---- | ---- | ---- | ---- | ---- | ---- | ---- | ---- | ----- | ---- | ----- |
| Абсолютный максимум, °C       | 28,4 | 31   | 35,4 | 40,9 | 42,2 | 46   | 41,5 | 40,5 | 41,2 | 39,6 | 34    | 31,4 | 46    |
| Средний суточный максимум, °C | 16,7 | 17,5 | 20,1 | 25,8 | 29   | 31,3 | 32,7 | 32,8 | 31,3 | 28,5 | 23,5  | 18,8 | 25,7  |
| Средний суточный минимум, °C  | 7,5  | 7,6  | 9,3  | 12,7 | 15,4 | 18,4 | 20,5 | 20,9 | 19,5 | 16,7 | 12,6  | 8,9  | 14,2  |
| Абсолютный минимум, °C        | −5   | −0,5 | 2,4  | 4    | 8    | 13,6 | 15,8 | 15,6 | 13   | 10,2 | 3,4   | 3    | −5    |
| Норма осадков, мм             | 49,6 | 40,4 | 30,7 | 12,9 | 2,7  | 0    | 0    | 0    | 0,4  | 5,8  | 19,7  | 41,9 | 204,1 |
| Средняя влажность, %          | 50   | 48   | 44   | 35   | 34   | 36   | 38   | 41   | 43   | 42   | 42    | 48   | 41,8  |
| Источник:                     |      |      |      |      |      |      |      |      |      |      |       |      |       |

### Геология и почвы
Беэр-Шевская низменность является древней эрозионной впадиной (Беэр-Шевско-Газский каньон), заполнившейся в неогене осадочными породами — песчаником, конгломератом, мергелем, глиной и мелом с вкраплениями кремня. Поверх них, как правило, лежат мощные слои лёсса глубиной до 16 м.
Лёссовые почвы состоят из мелких частиц ила и глины, принесённых ветром из пустынь Негева и Синая. Из-за высокого содержания глины пористый лёсс очень плохо пропускает воду, отчего даже слабые дожди вызывают наводнения. Мягкий лёсс сильно подвержен эрозии, и вода промывает в нём глубокие русла.

### Гидрография

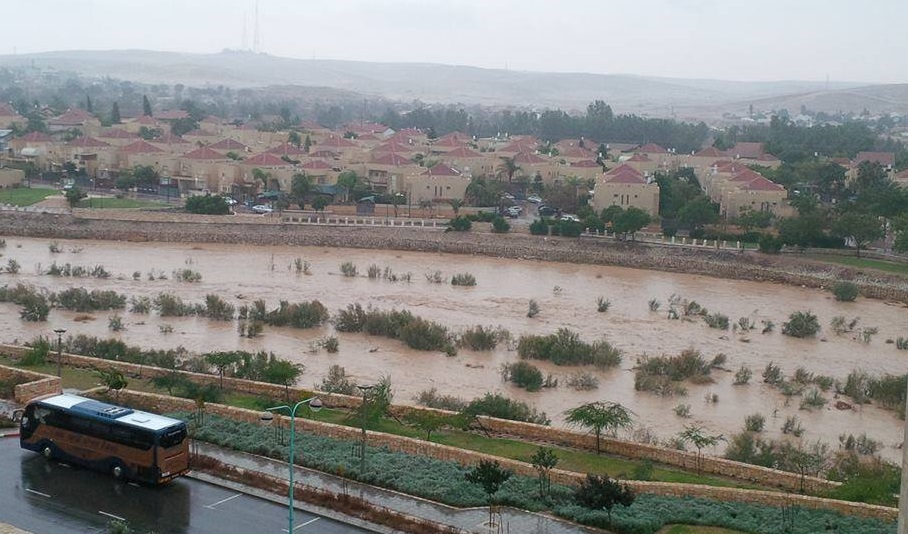
Вади Беэр-Шева после дождя

На территории города расположены бассейны двух вади (пересыхающих ручьёв). На юге города протекает вади Беэр-Шева (ивр. נחל באר שבע‎), широко разливающийся во время зимних дождей, и его притоки. Для него характерно широкое русло, промытое в мягком лёссе и меловых скалах. Север города относится к бассейну вади Патиш (ивр. נחל פטיש‎), в который впадают вади поменьше, такие как Ашан и Ковшим.
Несмотря на засушливый климат, имеются источники питьевой воды: стекающая с гор вода наполняет и вади, и водоносные горизонты под городом. Издревле селившиеся здесь люди рыли колодцы, самые известные из них сегодня — т. н. колодец Авраама в старом городе, колодец Ашан на севере города. С ростом населения и расширением земледелия колодцев стало недостаточно, и, чтобы обеспечить регион водой, сюда был проведён Всеизраильский водопровод. Сегодня, из-за сброса сточных вод, вади Беэр-Шева не пересыхает круглый год.

### Флора и фауна

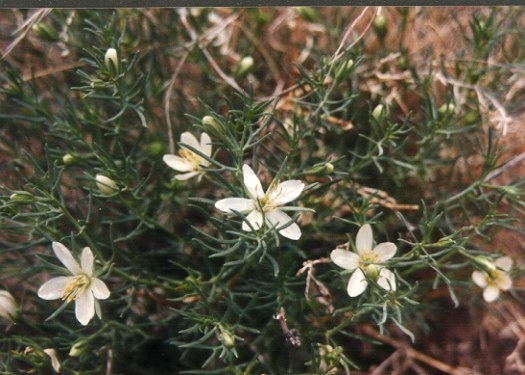
Гармала обыкновенная

Беэр-Шева находится на стыке трёх биогеографических регионов: средиземноморского, Ирано-Туранского и Сахаро-Аравийского.
В руслах с лёссовыми почвами господствующими видами растений являются тимелея волосистая (Thymelaea hirsuta) и белокудренник (Ballota undulata), а на лёссовых равнинах и размытых почвах — ежовник. На подвергшихся антропогенному воздействию лёссовых почвах заметны гармала обыкновенная и тимелея волосистая. На открытых меловых скалах, где воды меньше, растут, например, Gymnocarpos decandrum, реомюрия волосистенькая (Reaumuria hirtella) и Limonium pruinosum.
Русла вади в пределах города подверглись сильному воздействию человека, но можно предполагать, что в естественном состоянии господствующими видами там являются фенхель обыкновенный — в небольших каменистых руслах, Тимелея волосистая и Ballota undulata — при наличии лёсса, лебеда соляная — в руслах среднего размера, и Tamarix nilotica (гребенщик) с тростником обыкновенным — в самых крупных.
На участках, где пасётся скот, распространены несъедобные для него асфоделус ветвистый и ежовник. На возделывавшихся в прошлом землях распространены виды с глубоко залегающими луковицами, например леонтица и безвременник (Colchicum ritchii).
Район Беэр-Шевы является северной границей ареала пустынных растений, таких как Acacia raddiana, Ziziphus spina-christi, Tamarix nilotica и южной — некоторых средиземноморских, например Coridothymus capitatus.
Всего во время исследования в 2016 году на территории города было обнаружено 502 вида растений, из них 457 — местные.
Из крупных млекопитающих в городе встречаются аравийский и азиатский волки и полосатая гиена.
Для района Беэр-Шевы характерны виды бабочек, обитающие на окраине пустыни — Zegris uarda, Euchloe charlonia, Melitaea deserticola, Plebejus pylaon cleopatra и Muschampia proteides stepporum.
В городе встречается много видов птиц — местных и перелётных. На степных участках были замечены курганник, пустельга, домовый сыч, азиатский кеклик, сорокопуты, изящная приния, авдотка.
В лёссовых равнинах водятся азиатский кеклик, бегунок, домовый сыч, удод, авдотка, хохлатая кукушка, сорокопуты, хохлатый жаворонок, золотистая щурка, сизоворонка, черногрудый воробей. На застроенной местности обитают пустельга, голуби, горлицы, чёрный стриж, несколько видов ласточек, чёрный дрозд, бюльбюль, большая синица, нектарницы, серая ворона, сойка, обыкновенная майна, ожереловый попугай, домовый воробей. В лесопарковой зоне встречаются: сирийский дятел, чеглок, кольчатая горлица, большая синица. На сельскохозяйственных землях наблюдались шпорцевый чибис, пустельга, хохлатый жаворонок, египетская цапля.
В регионе также встречается белогрудый зимородок.

## Население
По данным Центрального статистического бюро Израиля, население на начало 2020 года составляло 209 687 человек. Согласно данным муниципалитета, в 2020 году в городе проживает более 220 000 человек. Кроме постоянного населения, в городе проживает большое количество студентов.
На 2019 год Беэр-Шева являлась восьмым по наcелению городом Израиля.
В 2018 году 86,9 % населения составляли евреи; мусульмане и христиане составляли менее 3 %.
Естественный прирост населения составляет 0,7 %.
25,6 % населения — репатрианты, приехавшие после 1990 года; город был одним из центров, где оседали репатрианты из СНГ, в 2014 году они составляли 25 % населения. В городе проживают выходцы из 73 стран.
76,6 % выпускников школ получили аттестат зрелости, 26,7 % населения имеют свидетельство о высшем образовании. Средняя зарплата на 2017 год составила 8932 шекеля.Среднемесячная зарплата работника в 2019 году составила 8347 шекелей (в среднем по стране: 9745 шекелей). По данным 2020 года, из городов с населением более 200 тыс. человек в Беэр-Шеве была наивысшая доля жителей, занимающихся волонтёрской деятельностью — 25,8 %. Также, по опросам 2020 года, город занял первое место по стране по доле населения, удовлетворённого своими доходами (77,4 %) и балансом между работой и другими областями жизни (83,4 %).
Согласно генеральному плану развития города, его население должно достигнуть 340 тысяч человек к 2030 году.
Динамика численности населения города:

## Органы власти и госучреждения
В 1948—1950 годах городом управляла военная администрация, глава — Михаэль Ханегби.
С 1950 года в городе сменилось 8 мэров:
- Давид Тувиягу[англ.]: 1950—1961[103];
- Зеэв Зризи[ивр.]: 1961—1963[104];
- Элиягу Нави[англ.]: 1963—1986[105];
- Моше Зильберман[ивр.]: 1986—1989[106];
- Ицхак Рагер[англ.]: 1989—1997[107];
- Давид Бунфельд: 1997—1998[102];
- Яаков Тернер: 1998—2008[102].

В 2008 году на муниципальных выборах победил Рувик Данилович (р. 1971), в прошлом — близкий соратник Тернера.
Городом руководит городской совет во главе с мэром.
В горсовете Беэр-Шевы представлены следующие партии (на 2024 год): «Дерех Хадаша» (партия мэра Р. Даниловича, 13 представителей), ШАС (3), «Гешер» (3), «Оцма йехудит» (2), «Хозе Хадаш» (2), «Наш дом Беэр-Шева» (местное отделение НДИ, 2), «Ликуд» (1), «Кехила» (1).
Первый мэр города, Давид Тувияху, был назначен на эту должность премьер-министром Давидом Бен-Гурионом. В его время была заложена основа городской инфраструктуры. Второй мэр, Зеэв Зризи, избранный на эту должность членами горсовета в 1961 году, был отстранён через два года из-за политического кризиса (конфликта между городскими отделениями партий МАПАМ и МАПАЙ); с 1963 по 1978 год являлся заместителем мэра. Следующие полгода городом управляла особая комиссия под руководством Матитьяху Адлера. На досрочных выборах (1963) победил Элияху Нави из партии МАПАЙ, он находился у власти самое продолжительное время из всех мэров — 1963—1986. В 1979 году он принимал египетского президента Анвара Садата во время его исторического визита в Израиль. В 1989 году мэром был избран представитель «Ликуда» Ицхак Рагер, на следующих выборах победивший как кандидат от независимого списка. Он руководил городом до своей смерти от рака в 1997 году.
В 1998 году на выборах победил кандидат от независимого списка «Единая Беэр-Шева» («Беэр-Шева ахат») (который поддержала партия «Авода») Яаков Тернер. В 2003 году был переизбран на второй срок. Объявил о своей поддержке партии «Кадима» после её создания в 2005 году. После двух каденций, в 2008 году, Тернер проиграл на выборах своему заместителю и соратнику Рувику Даниловичу, баллотировавшемуся во главе независимого списка «Дерех Хадаша» («Новый путь») и получившему 60,39 % голосов. На предыдущих выборах молодёжный список Даниловича «Кадима Беэр-Шева» («Беэр-Шева, вперёд!») получил 7 мест в горсовете, и Данилович был назначен заместителем мэра и ответственным за образование. На выборах в 2013 году Данилович получил более 90 % голосов. В 2015 году он был награждён экологической премией «Зелёный глобус» за деятельность на посту мэра города. В 2018 году Данилович был переизбран на третий срок, набрав 92 % голосов, а в 2024 — на четвёртый, набрав более 96 % голосов.
В городе действуют региональные отделения госслужб и различных организаций. 13 отделений министерств работают в торгово-офисном центре «Кирьят-ха-Мемшала» в центре города. Также в Беэр-Шеве находится командование (штаб) Южного военного округа Армии обороны Израиля.
Кроме того, в городе расположены отделение мемориального центра «Яд ла-Баним», занимающегося увековечиванием памяти павших солдат (здание построено в 1961—1983 годах), и спортивно-реабилитационный центр для инвалидов АОИ  (пострадавших в результате службы) «Дом бойца» (ивр. בית הלוחם‎).

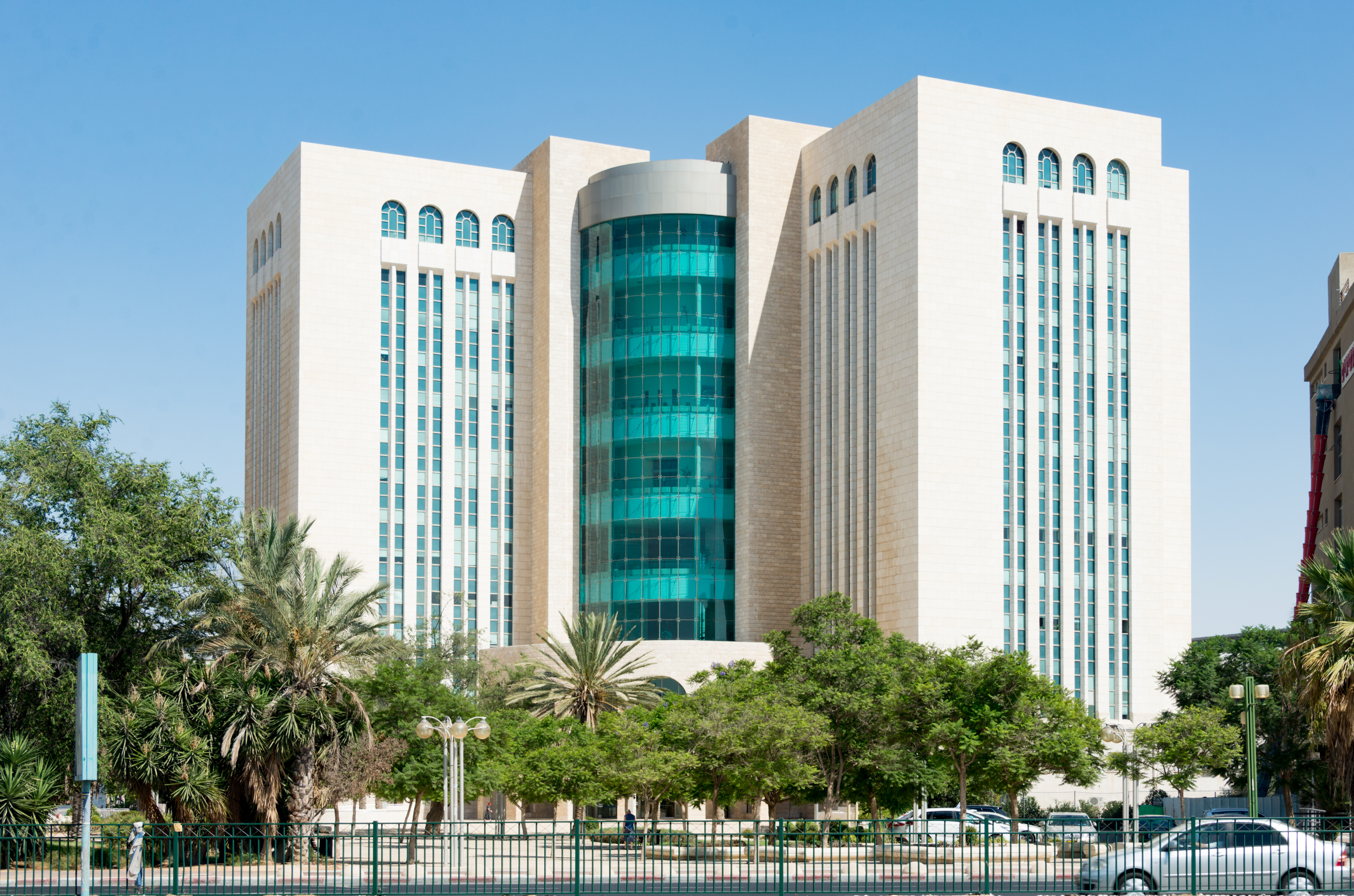
Здание окружного суда
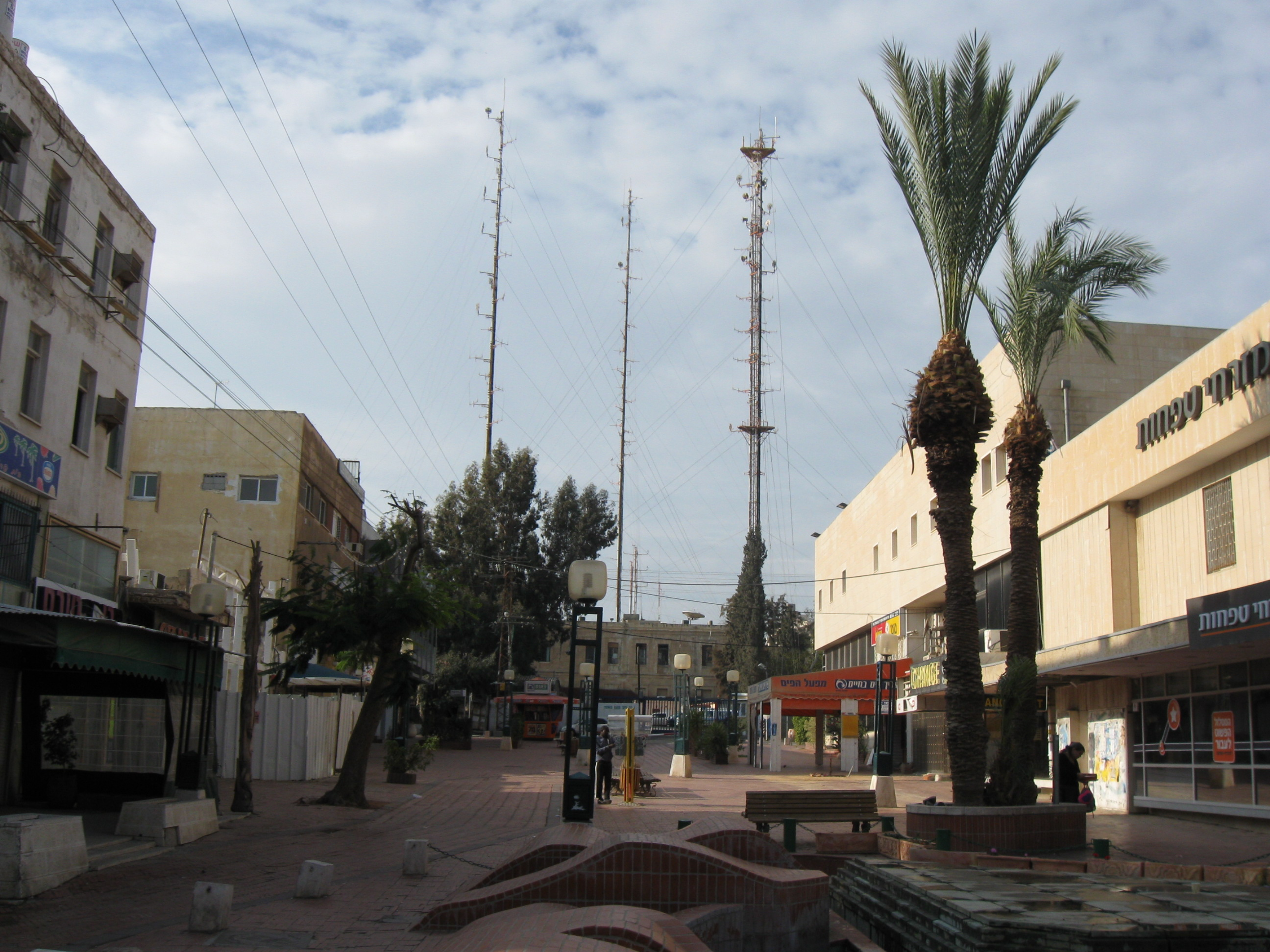
Городское отделение полиции в историческом здании турецкой мэрии
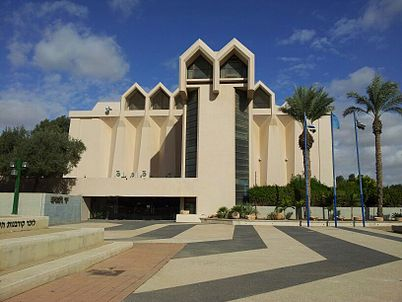
Мемориал «Яд ла-Баним»
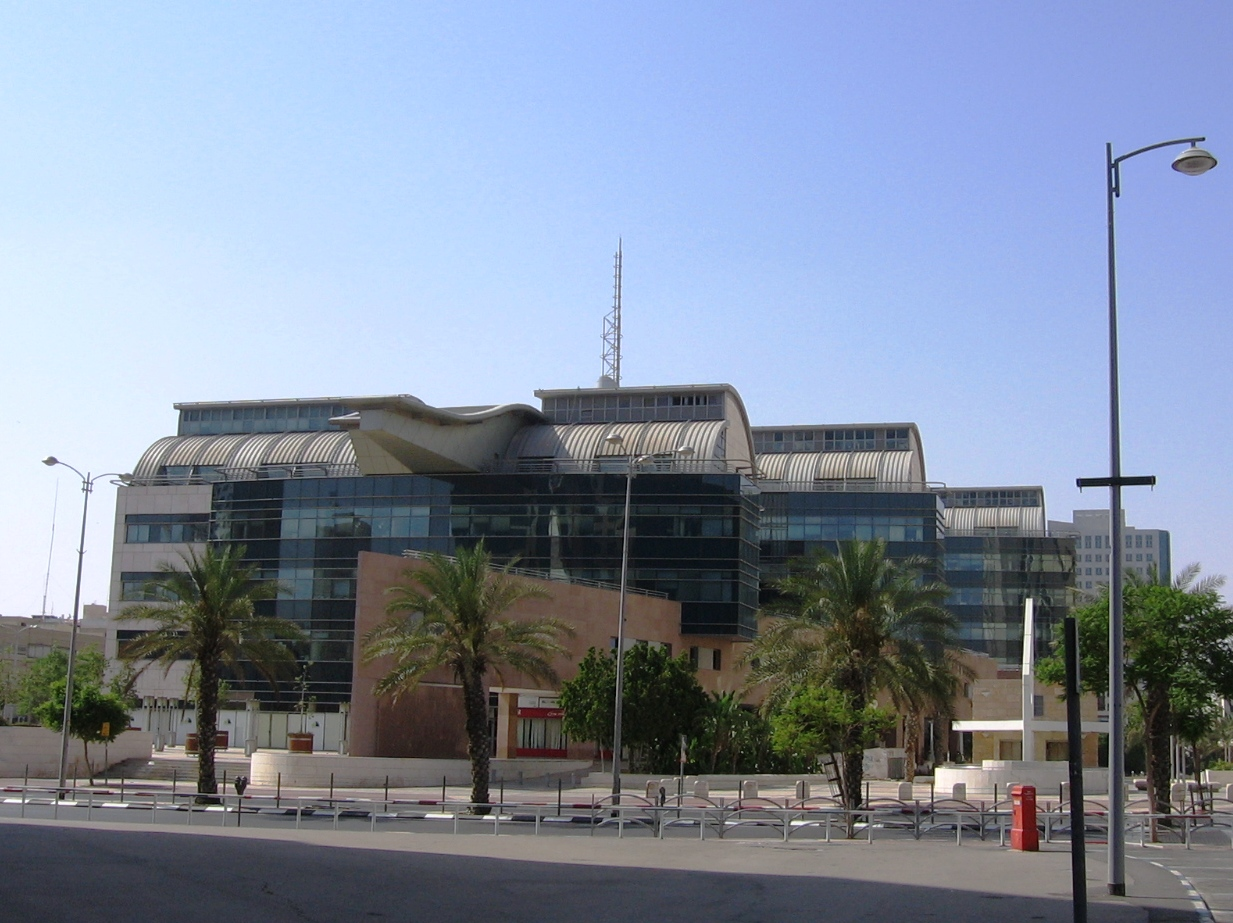
Торгово-офисный центр «Кирьят-ха-Мемшала» (справа — здание суда)

## Официальная символика

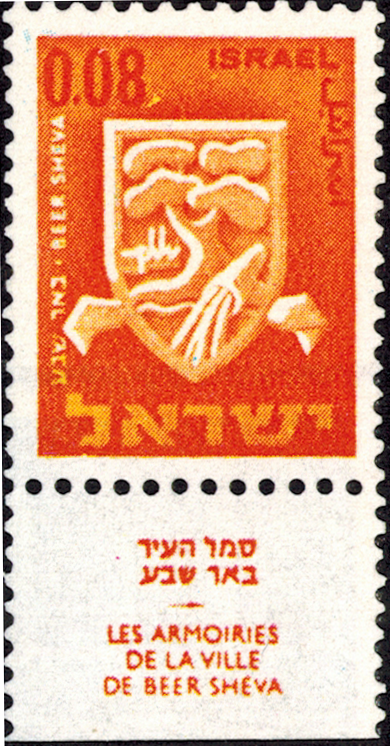
Старый герб на почтовой марке

Современный герб (1972)

Первый городской герб был утверждён в 1950 году. На геральдическом щите изображён зелёный тамариск, перед ним — водопроводная труба, из которой льётся вода (позволяющая жить в пустыне), сзади — заводские трубы (символ прогресса и развития города). Под щитом — лента с библейским стихом «וַיִּטַּע אֶשֶׁל בִּבְאֵר שָׁבַע» — «и посадил он тамариск в Вирсавии» (в синодальном переводе — «И насадил [Авраам] при Вирсавии рощу»Быт. 21:33). Тамариск часто символизирует город и весь регион. Старый герб изображён на израильской почтовой марке 1965 года.
В 1972 году был принят новый герб города — над тем же библейским стихом изображено здание мэрии, представленное как 12 сиреневых полос, символизирующих 12 колен израилевых, и башня. Над мэрией в стилизованной форме изображён тамариск.
В 2012 году был принят логотип города, представляющий название города, где буква «ר» стилизована под семёрку (шева). Ниже идёт подпись «столица возможностей Израиля».

## Экономика
Беэр-Шева является экономическим центром северного Негева.
Большинство жителей города занято в сфере услуг. Кроме того, значительная часть населения работает на крупных предприятиях в Негеве и на Мёртвом море.
Крупнейшие работодатели в Беэр-Шеве — муниципалитет, Университет Бен-Гуриона, больница «Сорока» и Армия обороны Израиля. В городе находятся также несколько заводов, включая завод IAI, керамический завод «Харса» и химический завод «Махтешим». Есть предприятия металлообрабатывающей, химической, лёгкой промышленности.
В городе три основные промзоны: Эмек-Сара (ивр. עמק שרה‎), Кирьят-Ехудит (ивр. קרית יהודית‎) и Северная промзона, кроме того, между ними и старым городом есть небольшие мастерские.
Долгое время вся деловая и промышленная активность в городе концентрировалась вокруг его старой части (ивр. העיר העתיקה‎, «старый город»), но впоследствии этот район пришёл в упадок, а торговля переместилась в новый гражданский центр, находящийся рядом, и пригородные торговые центры.
Около Северной железнодорожной станции и университета расположен парк высоких технологий, где действуют такие международные фирмы, как Ness Technologies, Deutsche Telecom, RAD, Lockheed Martin, Elbit Systems. В 2020 году о намерении открыть там свой филиал сообщила компания CyberArk. Ещё один такой парк находится напротив посёлка Омер. С 2014 по 2018 год количество компаний высоких технологий в Беэр-Шеве возросло с 47 до 100.
В данное время в городе работают следующие крупные торговые центры: «Азриэли ха-Негев», «Гранд Беэр-Шева» (крупнейший в Израиле), «BIG Беэр-Шева», «ONE», «Шдера Швиит», «Молл 7», «Авия», «Шауль ха-Мелех», «Кирьят ха-Мемшала», «Йес Планет». В ноябре 2019 открылся торговый центр «Синема сити», включающий в себя кинотеатр, зал для выступлений и ледовую арену.
Поддержкой местных бизнесменов и инвесторов занимается городская компания «Йеадим» (ивр. יעדים‎).
В 12 километрах к югу от города расположена крупная промышленная зона Неот-Ховав (ранее называлась «Рамат-Ховав»), где действуют 23 завода, в основном химические.

## Транспорт
От большинства крупных городов Израиля Беэр-Шеву отличает централизованность транспортного сообщения, в том числе соседство центральных автобусной и железнодорожной станций.

### Железнодорожный транспорт

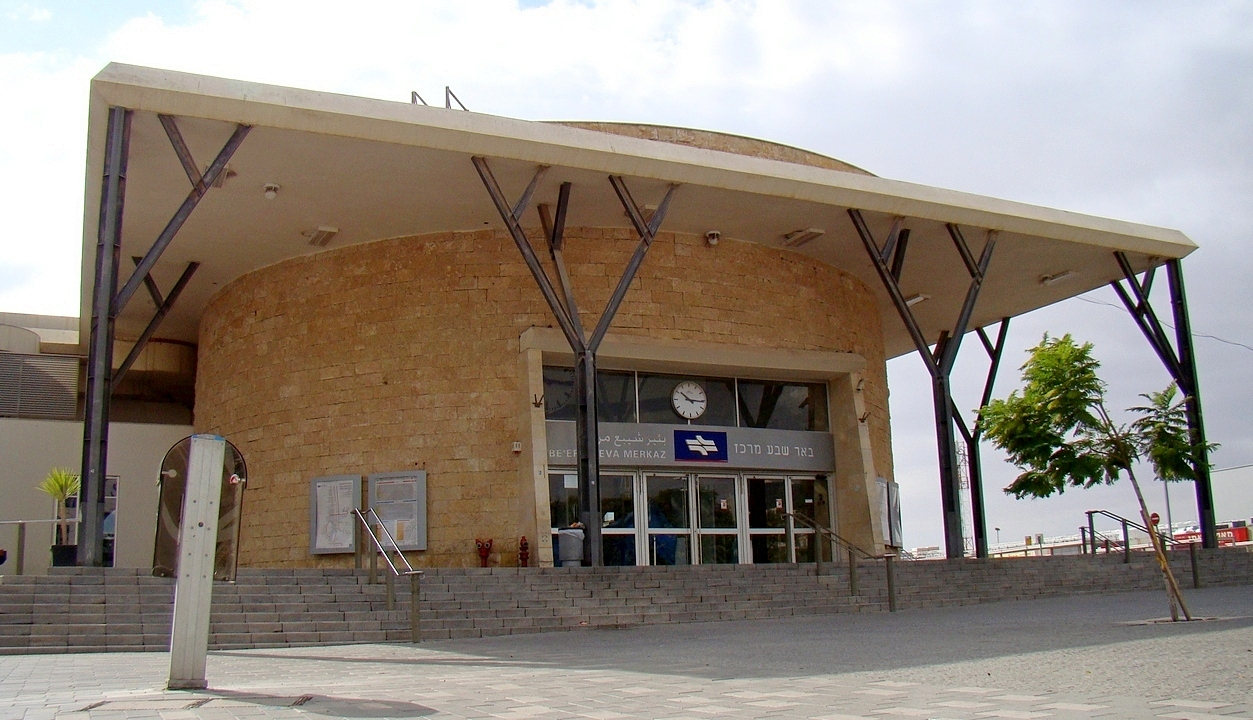
Железнодорожная станция Беэр-Шева Мерказ

Железнодорожная станция Цафон — Университа

Беэр-Шева располагает двумя железнодорожными станциями — Мерказ (ивр. באר שבע – מרכז‎, Центральная, тупиковая) и Цафон — Университа (ивр. באר שבע – צפון / אוניברסיטה‎, Северная — Университетская, узловая, ответвление на Димону). Новое здание станции Цафон — Университа было сдано в эксплуатацию в 2005 году и заменило собой устаревшее, построенное в 1956 году. В отличие от одного перрона старой станции, новая располагает тремя. Станция располагает бесплатной автомобильной парковкой на 300 мест, велосипедной на 15 мест и 17 парковками для инвалидного транспорта. Пешеходный мост соединяет станцию с университетом имени Бен-Гуриона. Другой пешеходный мост, соединивший станцию с промышленным парком высоких технологий, был открыт в марте 2016 года.
В 2000 году начала действовать железнодорожная станция Мерказ, расположенная в центре города, в его деловой части. Расположение в непосредственной близости от основных государственных учреждений, торговых центров и Центрального автовокзала сделало её наиболее востребованной населением города и приезжими. Ввиду постоянно возраставшего пассажиропотока, а также с учётом ввода в эксплуатацию дополнительных поездов в новом направлении, в 2012 году были закончены работы по модернизации станции, после чего количество перронов было увеличено с двух до четырёх, в 2019 году начата постройка пятого. К услугам пассажиров 300 бесплатных автомобильных парковок, 5 парковок для инвалидного транспорта и 5 стоянок для двухколёсных транспортных средств. Является конечной станцией на линиях Нагария — Хайфа — Тель-Авив — Беэр-Шева и Од ха-Шарон — Тель-Авив — Ришон-ле-Цион — Явне — Ашдод — Ашкелон — Сдерот — Нетивот — Офаким — Беэр-Шева, проходящей и через станцию Цафон — Университа, от которой отходит ответвление на Димону. В 2015 году начало действовать железнодорожное депо в районе станции Цафон — Университа.
В 2016 году было принято решение о строительстве в городе трамвайной линии. Работы по планированию начались в январе 2018 года.

### Автотранспорт
Междугородние автобусные перевозки выполняют автобусные компании «Эгед», «Метрополин» и «Дан Бадаром» с центральной автостанции, являющейся крупным узлом перевозок. Исторически так сложилось, что кооператив «Эгед» не был заинтересован в задействовании маршрутов в Беэр-Шеве, поэтому в 1950-е годы муниципалитет создал «Беэр-Шевскую автобусную компанию» (ивр. "שירותי תחבורה ציבוריים באר שבע בע"מ"‎), обслуживавшую внутригородские маршруты. В 1990-е годы она была приватизирована и преобразована в компанию «Метродан». В ноябре 2016 года её сменила компания «Дан Беэр-Шева», основанная дочерней компанией транспортной компании «Дан» для этой цели.

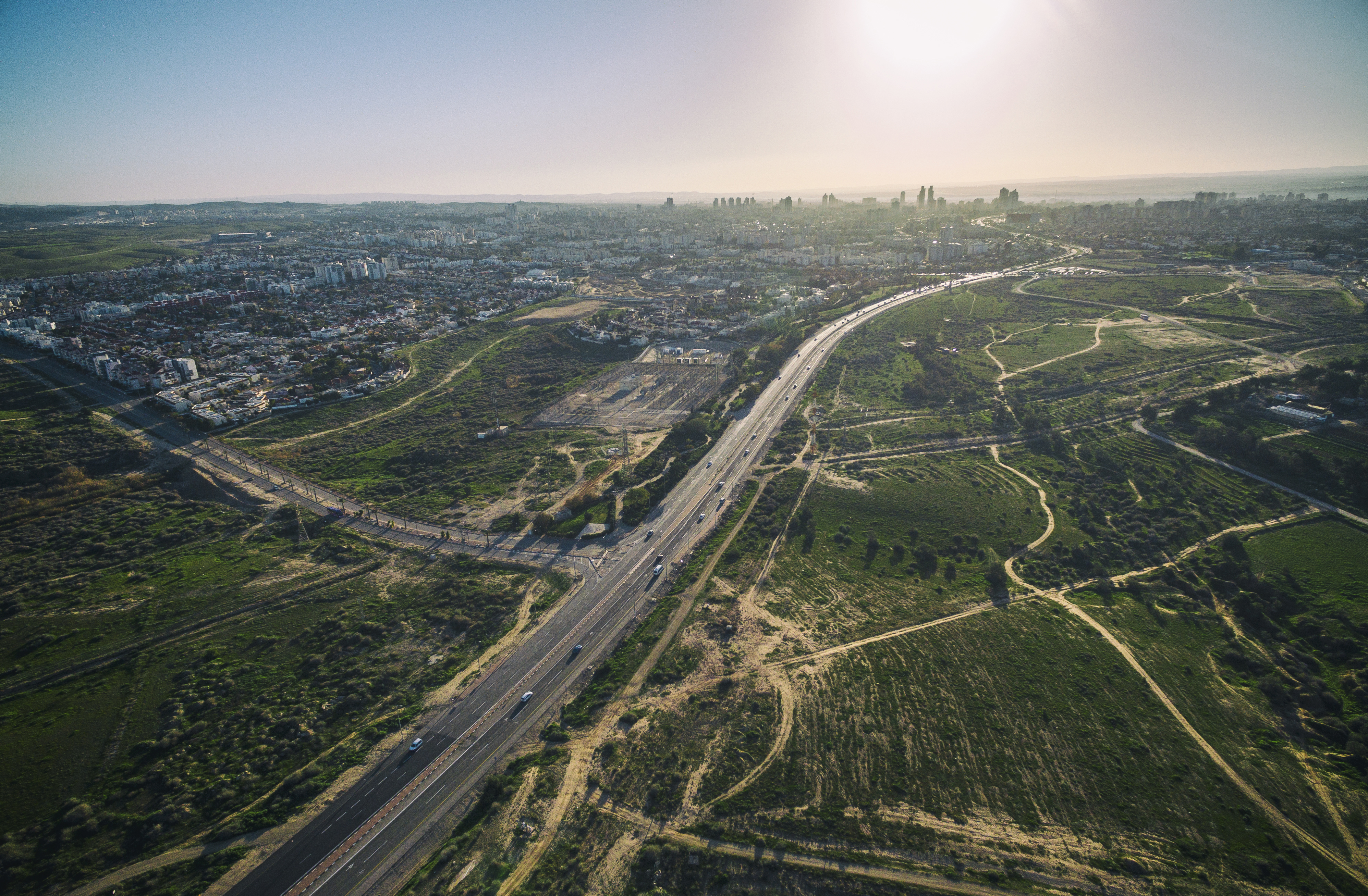
Въезд в Беэр-Шеву (25 дорога)

Центральная автобусная станция была построена в 1967 году и являет собой яркий образец брутализма — основным элементом постройки является массивный бетонный козырёк, закрывающий транспортную и торговую зоны. К востоку от станции расположены остановки городских автобусов. После ремонта и модернизации станции в 2009—2013 годах открытые перроны застеклили, были добавлены новые торговые зоны.
Существует прямое автобусное сообщение с Тель-Авивом, Иерусалимом, Эйлатом.
Восточнее города начинается платное скоростное шоссе № 6 (с юга и до перекрёстка Сорек проезд бесплатный), напрямую связывающее его с Гуш-Даном и севером страны. До него можно доехать по шоссе № 40 в северном направлении, после перекрёстка Леавим. На северо-запад и юго-восток из города ведёт 25-е шоссе (Газа-Арава), с юга на север проходит шоссе № 40, а в Хеврон ведёт шоссе № 60. После прокладки объездной дороги её сделали частью шоссе № 40, а старому маршруту шоссе № 40 дали номер 406. Кроме того, на запад из города в киббуц Хацерим ведёт тупиковое шоссе № 2375. Все крупные дороги из Негева в центр страны проходят через Беэр-Шеву.
На 2018 год в городе зарегистрировано 63 994 частных транспортных средств.

## Здравоохранение

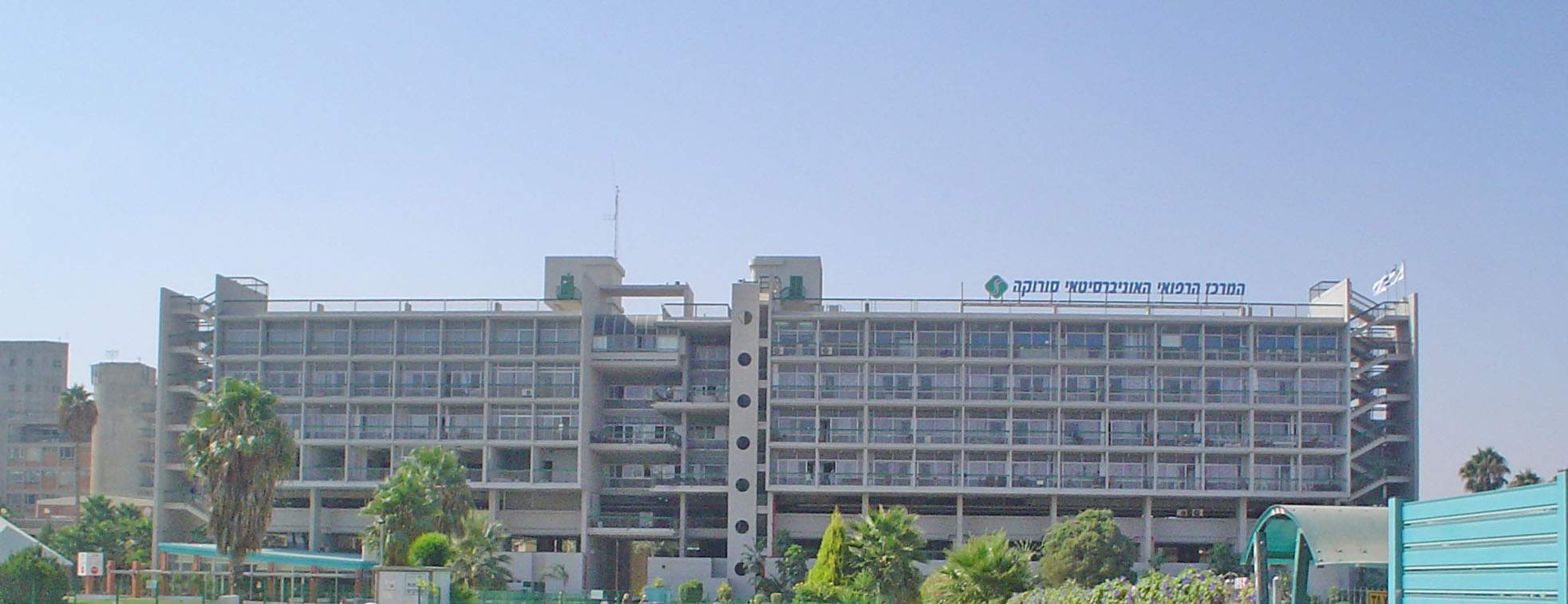
Больница «Сорока»

Больница «Сорока» является второй по величине в Израиле и обслуживает весь Южный округ — более миллиона человек. Она является единственной полноценной больницей в Негеве. Больница принадлежит больничной кассе «Клалит» и сотрудничает с университетом имени Бен-Гуриона. Медицинская школа университета расположена на территории больницы. В больнице более 1000 коек, в год проводится около 32 000 операций.
Кроме того, в городе действует частная больница «Ассута», принадлежащая больничной кассе «Маккаби»; в ней ежегодно проводится около 10 000 операций.
В 2019 году был опубликован план строительства в городе новой больницы, которая должна стать крупнейшей в Израиле; из-за сопротивления министерства финансов реализация проекта под вопросом.
В Беэр-Шеве действуют отделения всех больничных касс Израиля — Клалит (обслуживает более 60 % населения города), Маккаби (обслуживает около четверти населения), Меухедет и Леумит.
В городе расположена региональная психиатрическая больница, рассчитанная на 285 пациентов.
В 1978 году в городе открылась первая в стране ветеринарная больница, сегодня у неё два филиала в городе.
Количество врачей и прочих специалистов в сфере здравоохранения на душу населения в Беэр-Шеве значительно ниже среднего по стране, что вызывает протесты.

## Образование
Главным и крупнейшим вузом Беэр-Шевы является университет имени Бен-Гуриона, в котором учится около 20 000 студентов. Кроме того, в городе действуют Беэр-Шевский филиал академического инженерного колледжа имени Сами Шамуна (англ. Sami Shamoon College of Engineering - SCE) — крупнейшего инженерного колледжа в Израиле, основанного в 1995 году (в настоящее время в нём обучаются около 5000 студентов первой и второй степени); и Технологический колледж. Один из старейших вузов города — педагогический колледж «Кей» — существует с 1954 года, в нём, помимо обучения на первую и вторую степени, ведётся и исследовательская работа.
Кроме того, в городе есть филиал Открытого университета Израиля, представляющий возможность заочного обучения, иешиват-хесдер «Бейт-Мория». Всего в вузах города учатся более 30 000 студентов.

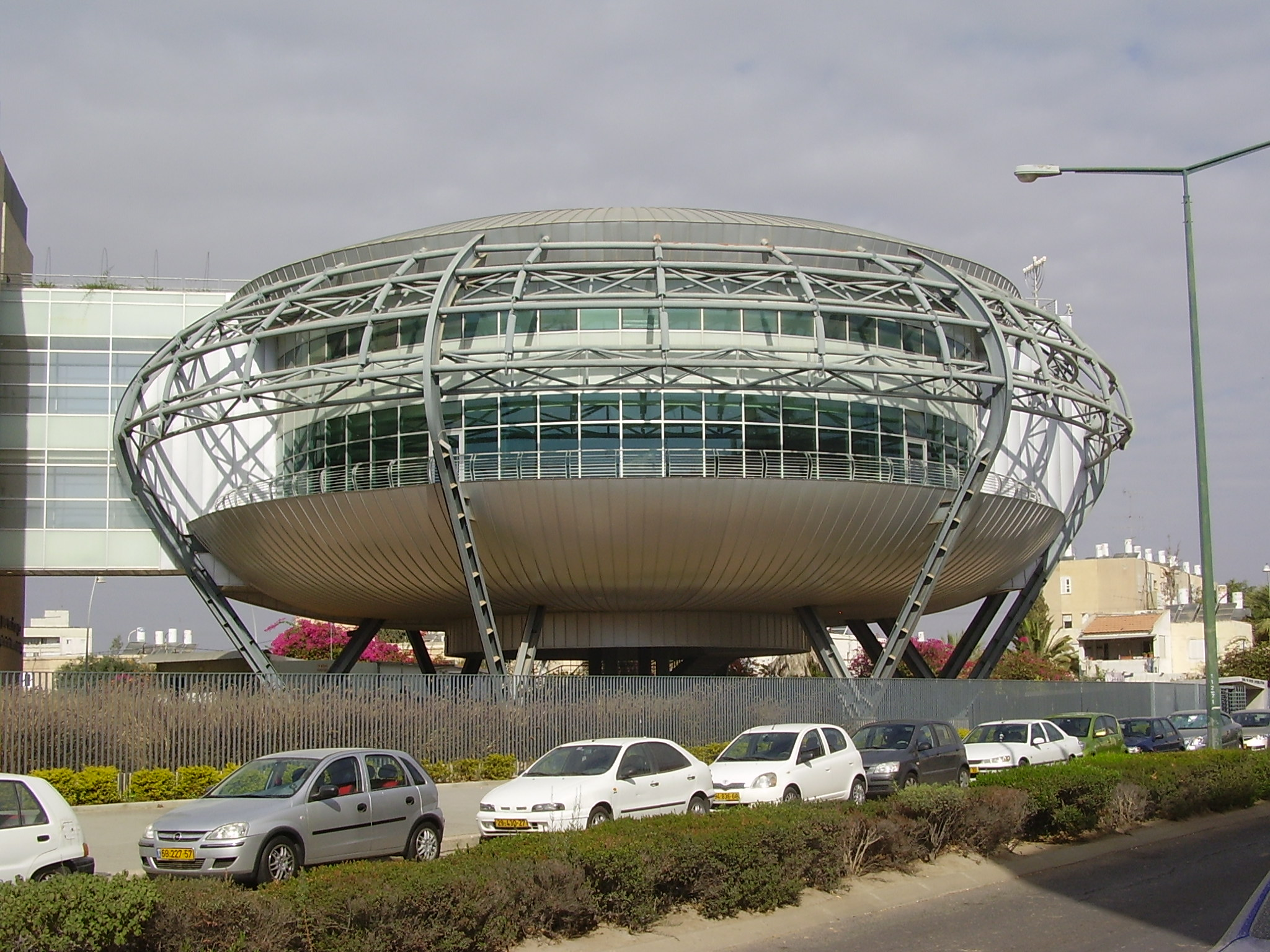
Инженерный колледж

В городе также действуют филиалы ещё ряда профессиональных колледжей: «Афик финансим», готовящий специалистов для рынка капитала, «Ридман», готовящий специалистов в области альтернативной медицины, Колледж менеджмента, «Атид» для подготовки специалистов в области науки и техники; кроме того, действует школа актёрского искусства.
В 1976 году был основан технологический колледж ВВС для подготовки технического и инженерного персонала (9—14 классы). Почти половину из 1600 учащихся колледжа составляют дети репатриантов — выходцев из бывшего СССР.
Сеть учебных заведений «АМИТ» (принадлежащая женской сионистской Организации добровольцев в поддержку Израиля и Торы — АМИТ) располагает в Беэр-Шеве шестью начальными и одной средней школами, иешивой, учебным технологическим центром и образовательными курсами.
В городе действует около 300 детских садов, 51 начальная и 31 средняя школа. Всего в городских школах учатся около 32 000 детей. В 2019 году 78,3 % выпускников получили аттестат зрелости.

## Культура

### Театры
В городе действует Беэр-Шевский театр, крупнейший в Негеве. Театр был основан в 1973 году по инициативе известного израильского театрального деятеля Гершона Билу (Белоцерковского) и заммэра города Б. Кармеля и считается одним из ведущих сценических коллективов Израиля. В его репертуаре — произведения как израильских, так и мировых авторов. Труппа, насчитывающая около 30 артистов, представляет в каждом новом театральном сезоне пять премьер. Театр участвует в международных фестивалях. Кроме того, в 2010 году был создан «Театр фринджа» — коллектив, ставящий своей целью привнести альтернативу традиционному театру для жителей Беэр-Шевы и Негева. В городе есть также школа актёрского искусства.
В Беэр-Шеве действуют два кинотеатра, планируется строительство третьего в 2020 году.

### Музыка
Уже в 1948 году, во время Войны за независимость, в городе выступал израильский филармонический оркестр под руководством Леонарда Бернстайна.
Симфонический оркестр Беэр-Шевы (ивр. הסינפונייטה הישראלית באר-שבע‎, Израильская Синфониета Беэр-Шевы) основан в 1973 году репатриантами под руководством Ави Островского, ставшего его первым дирижёром и художественным руководителем. С 2013 года данный пост занимает маэстро Юстус Франц. Кроме выступлений в Беэр-Шеве, оркестр регулярно гастролирует по Израилю. Неоднократно выступал на ведущих мировых сценах, включая Карнеги-холл (Нью-Йорк), Royal Festival Hall (Лондон), Дворец каталонской музыки (Барселона), Концертный зал имени П. И. Чайковского (Москва). В 2013 году выступал с гастрольным туром в Китае. С оркестром играли такие известные музыканты, как, например, Леонард Бернстайн и Айзек Штерн. В 1995 году оркестр был награждён первым призом Израильского совета по культуре и искусству. С 2009 выступает, как и городской театр, в Центре сценического искусства.
В рамках развития парка «Нахаль Беэр-Шева» был построен «Амфитеатр Беэр-Шевы» или «Амфипарк» — открытый концертный зал, построенный в форме амфитеатра. Сданный в эксплуатацию в 2014 году зал рассчитан на 12 000 посадочных мест, из которых 4000 постоянных и 8000 временных, размещающихся, по мере необходимости, на окружающем зал травяном холме.
В Беэр-Шеве расположен крупнейший ночной клуб Израиля — «Форум».

### Музеи

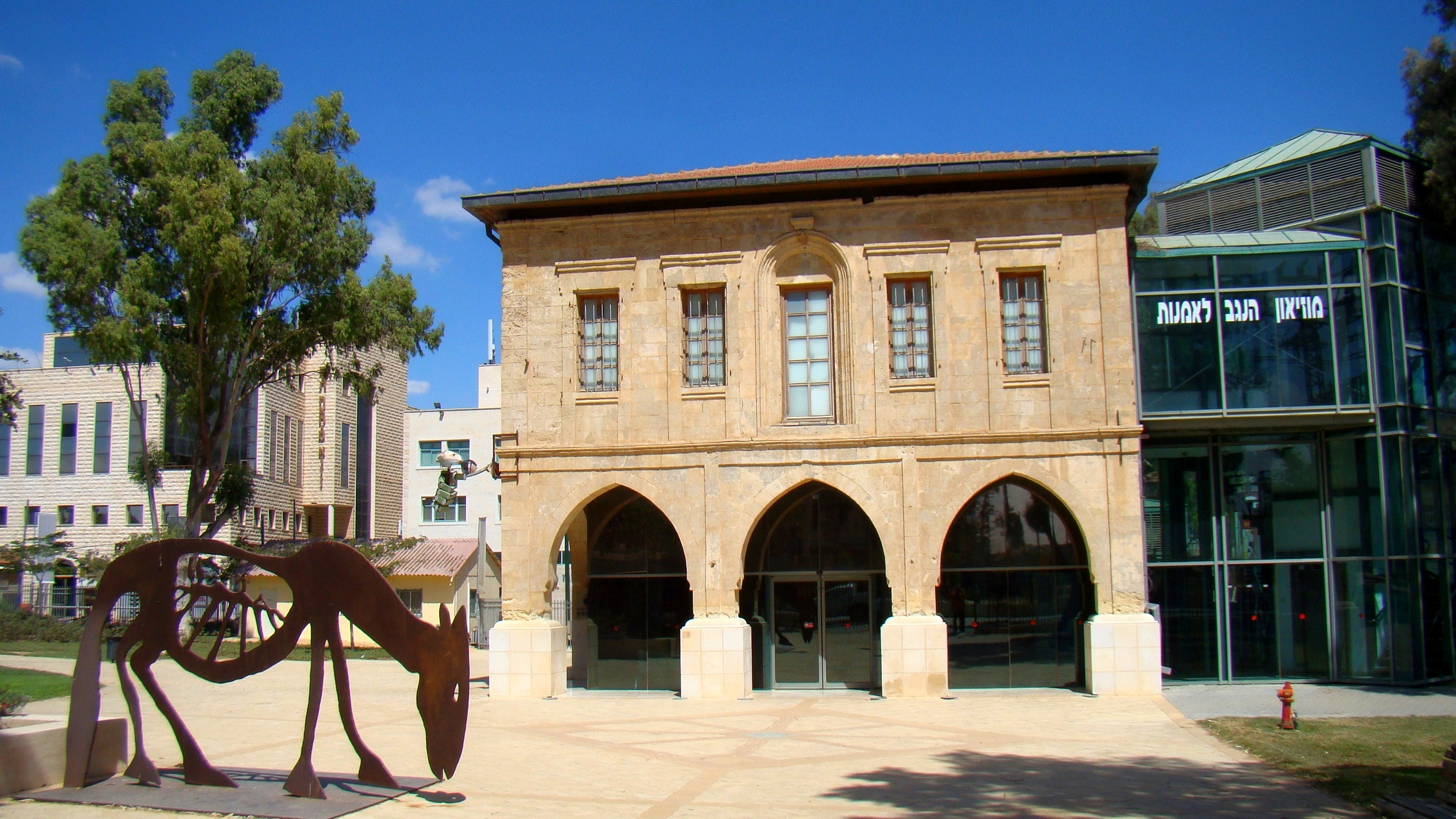
Негевский музей искусства

В 2004 году после реконструкции здания вновь был открыт Негевский музей искусства, расположенный в здании Дома наместника, построенном в 1906 году властями Османской империи. Музей не имеет собственной коллекции и используется как выставочный зал; на территории, примыкающей к зданию музея, проводятся различные культурные мероприятия. В 2014 году в Старом городе была открыта «Галерея Трумпельдор», основанная при финансовой поддержке Университета Бен-Гуриона в Негеве, городской мэрии и Фонда РАШИ.
В 2013 году был открыт интерактивный научно-просветительский музей «Парк науки Карассо», предназначенный, в основном, для детей и подростков. Большая часть экспонатов этого комплекса, занимающего площадь в 17 гектаров, расположена в подземных залах, где представлены последние достижения науки и научных технологий. Включает в себя 10 интерактивных аттракционов и научно-игровой парк. При музее действуют 12 детских научно-технических студий. Часть комплекса парка расположена в отреставрированном здании Школы для детей шейхов, построенном в 1914 году, где во время британского мандата располагалась сельскохозяйственная школа для бедуинов.
Также в городе действует детский музей «Лунада».
В 2013 году был открыт туристический центр «Колодец Авраама» на месте старинного колодца. В центре есть экспозиция, посвящённая Аврааму.
В городе расположен крупнейший в Негеве зоопарк площадью в 50 дунамов, в нём представлены 130 видов животных и птиц.

### Архитектура
В старой части города сохранилось несколько зданий времён османского владычества (см. Список достопримечательностей Беэр-Шевы). После основания Государства Израиль в Беэр-Шеве было построено много общественных зданий в стиле брутализма, например, городская мэрия, центральная автостанция, первые корпуса университета, несколько синагог, мемориальный центр «Яд ла-Баним» и городская консерватория. Также можно упомянуть Мемориал бригады «Негев», построенный в 1968 году по проекту известного израильского архитектора Дани Каравана. В 2011 году «Приз Рехтера» — израильскую архитектурную награду — получил проект «Дома бойца».

### Прочее
Городская публичная библиотека Беэр-Шевы имеет три филиала (Центральный, Беэри и Неве-Ной) в микрорайонах города с 19 123 постоянными читателями в 2013 году (9,69 % населения). Большую часть библиотечных фондов составляют книги на иврите. Кроме того, имеются книги на русском, английском, французском и итальянском языках, основная масса которых — подарки репатриантов. При библиотеке действуют два клуба, объединяющих писателей и поэтов — любителей, пишущих на иврите и русском.
В городе действует Студия евреев Эфиопии — центр по сохранению и изучению культурных традиций общины выходцев из Эфиопии Бейта Исраэль, проводящий курсы традиционных ремёсел и лекционно-просветительскую работу. При центре действуют постоянная выставка работ и магазин сувениров.
Кроме всеизраильских радиостанций, в городе и окрестностях вещает региональное «Радио Даром» (ивр. רדיו דרום‎, южное радио), выпускаются местные газеты, из них 17 — на русском языке (на 2013 год). Старейшая и крупнейшая в Израиле местная газета — «Шева» (еженедельная) — имеет тираж в 45 000 экземпляров и распространяется бесплатно. Принадлежит медиагруппе «Джерузалем Пост — Маарив».

### Беэр-Шева в искусстве и массовой культуре
- В городе происходит действие израильских сериалов «Загури Империя»[227], «Метумтемет»[228], «Тик сагур»[ивр.][229][230], «Зинзана»[231]. Как правило, в телевидении город символизирует израильскую периферию[228].
- В Беэр-Шеве был снят фильм «Шкуфим», 2015[232].
- Известная песня Хаима Хефера «Паровоз» рассказывает о паровозе № 70414, стоящем на станции в Беэр-Шеве. В честь этого персонажа песни была названа зона отдыха у турецкой железнодорожной станции[233][234].

## Религия
На 2005 год в городе действуют 259 синагог (по другим данным — около 300) и 13 микве (2013 г.). В Беэр-Шеве проживает одна из немногих в Израиле общин караимов. Построенная в 1906 году османскими властями мечеть служит сегодня музеем исламской культуры, для мусульман в городе действует несколько молитвенных залов. В период британского мандата действовали христианская миссия, православная и баптистская церкви. Сегодня в городе есть небольшая католическая община, регулярно проводятся богослужения.
Религиозными нуждами еврейского населения занимается Религиозный совет города. Действуют учреждения движения Хабад.
В Беэр-Шеве расположены три еврейских кладбища. На одном из них похоронен раввин Элияху Хури, религиозный авторитет. Его могила является объектом паломничества для евреев — выходцев из Туниса, Марокко и Ирака. Также есть мусульманское и христианское кладбища, британское военное кладбище.
Кроме религиозных, действует одно из немногих в стране гражданских кладбищ.

## Спорт

### Футбол
Ведущий футбольный клуб города — «Хапоэль Беэр-Шева», выступающий в Премьер-лиге Израиля. Клуб был основан в 1949 году (с 1950 года относится к спортобществу «Хапоэль») и с тех пор пять раз выигрывал чемпионат Израиля (1975, 1976, 2016, 2017, 2018), в 1997 и 2020 годах становился обладателем Кубка Израиля, а в 1975, 2017 и 2018 годах — Суперкубка Израиля. Домашним полем команды является стадион «Тото Тернер».
Кроме того, действуют клубы «Маккаби Беэр-Шева» и «МС Беэр-Шева» («Моадон Спорт Беэр-Шева», бывший «Бейтар Беэр-Шева»), выступающие в Южной лиге Бет.

### Борьба
Многие беэр-шевские борцы становились чемпионами Израиля. В 1970-е годы успеха добивались несколько воспитанников Давида Натиса. В 1980-е город стал национальным лидером в этом виде спорта. Успехов достигли Элияху Харитон, Морис Цициашвили, Моше Бен-Симон, Маор Цахански, Эван Бернштейн, Гиль Хананашвили, Гоча Цициашвили (чемпион мира, 2003). В городе действуют клубы «Хапоэль» (греко-римская борьба, вольная выделена в отдельный клуб), «Маккаби — АМИ» (греко-римская и вольная борьба).

### Прочие виды спорта
Шахматный клуб был создан репатриантом из Ленинграда Элияху Левантом в 1973 году, в городе регулярно проводятся международные турниры. В 2005 году в городе состоялся командный чемпионат мира по шахматам.
В городе действует крупнейший в Израиле клуб настольного тенниса — «Хапоэль „ховтей Арье“ Беэр-Шева», основанный в 1973 году; кроме того, есть клуб «Бейтар Беэр-Шева».
У клуба «Хапоэль» в Беэр-Шеве есть команды по тяжёлой атлетике, баскетболу (играет в Национальной лиге), плаванию. У «Маккаби» есть команда по баскетболу (Лига Алеф). Также в городе есть хоккейная команда, проводящая тренировки в Холоне. Есть несколько студенческих команд (организация «АСА») — по баскетболу, волейболу, гандболу и регби. Существует команда по американскому футболу. Действуют клубы дзюдо и каратэ.

### Инфраструктура

Скейт-парк Беэр-Шевы

- Стадион «Тото Тернер» — городской стадион, вмещающий около 16 тысяч зрителей, ныне является домашним полем для команды «Хапоэль Беэр-Шева»[277]. Стадион, соответствующий всем международным стандартам, расположен в районе Нахаль Ашан. Он назван в честь бывшего мэра города Якова Тернера и основного спонсора проекта — спортивной лотереи «Тото». Имя Тернера носит и весь спортивный комплекс, включающий Спортивно-развлекательный центр «Кунхия», пять тренировочных футбольных полей и строящиеся плавательный бассейн и стадион[278]. До 2015 команда играла на стадионе «Васермиль», снесённом в 2019 году[279]. Летом 2020 года из-за изъянов в конструкции крыши городские власти признали стадион аварийным, в сезоне 2020/2021 команда играла на стадионе Тедди[280][281].

- Спортивно-развлекательный центр «Кунхия» — крупнейший на юге Израиля крытый спортивный зал, построенный в соответствии с международными стандартами для сооружений подобного типа. Зал площадью 5000 м² вмещает 3 тысячи зрительских мест и может использоваться для проведения соревнований по баскетболу, гандболу и волейболу, а также массовых развлекательных мероприятий[282].
- Скейт-парк Беэр-Шевы — сдан в эксплуатацию в 2013 году, городской скейт-парк профессионального уровня площадью 2500 м². Скейт-парк, стоимость строительства которого обошлась в 7,5 миллионов шекелей, является одним из самых больших и современных на сегодняшний день в Израиле. Предназначен для скейтбординга и роллерблейдинга. Комплекс скейт-парка включает также четыре футбольных поля с искусственным покрытием[283].
- «Боулинг Шева» — боулинг-центр Беэр-Шевы, располагающий 16 дорожками американского стандарта, из которых 15 имеют борта для детей[284].

В городе действуют также плавательные бассейны, фитнес-центры, крупный теннисный центр.

## Города-побратимы
У Беэр-Шевы есть 13 городов-побратимов:
- Виннипег (англ. Winnipeg), Канада
- Монреаль (фр. Montréal, англ. Montreal), Канада
- Сиэтл (англ. Seattle), США
- Аддис-Абеба, Эфиопия
- Они (груз. ონი), Грузия
- Вупперталь (нем. Wuppertal), Германия
- Лион (фр. Lyon), Франция
- Ниш, Сербия
- Ла-Плата (исп. La Plata), Аргентина
- Клуж-Напока (рум. Cluj-Napoca), Румыния
- Парраматта (англ. Parramatta), Австралия
- Адана (тур. Adana), Турция
- Мюнхен (нем. München), Германия